# Ina Rahusen
Boudewina (Ina) Rahusen (Nieuwer-Amstel, 8 maart 1895 - Renkum, 9 juli 1977) was een Nederlands illustratrice van boekbanden.

## Biografie
Rahusen volgde van 1913 tot 1915 de School voor Kunstnijverheid te Haarlem en volgde daarna lessen bij Willem van Konijnenburg, Jan Toorop, Willy Keuchenius en Chris Lebeau. Aan de Koninklijke Academie van Beeldende Kunsten in Den Haag volgde ze lessen lithografie. Ze ontwierp boekomslagen voor uitgeverijen Callenbach, Ploegsma en J.J. Tijl. Bekende boekbanden van haar naam zijn De wijsheid van het hart van Jeanne de Vietinghoff (1925) en Den Berg op van Tony de Ridder (1925).
Zij werkte onder meer in Veere. Met Claire Bonebakker, Mies Callenfels-Carsten, Lucie van Dam van Isselt, Anneke van der Feer, Sárika Góth, Ada Góth-Lowith, Jemmy van Hoboken en Bas van der Veer wordt zij gerekend tot de Veerse Joffers.
- Biografisch Portaal: 24084476
- Digitale Bibliotheek voor de Nederlandse Letteren: rahu002
- Gemeinsame Normdatei: 135084747X
- International Standard Name Identifier: 0000 0003 6049 7760
- Library of Congress Control Number: n2011088347
- Nederlandse Thesaurus van Auteursnamen: 067789064
- RKD-Nederlands Instituut voor Kunstgeschiedenis: 94314
- Virtual International Authority File: 220777638
- WorldCat: E39PBJgRRKCgTcDJXQt9B4mw4q

Claire Bonebakker · Mies Callenfels-Carsten · Anneke van der Feer · Lucie van Dam van Isselt · Sárika Góth · Jemmy van Hoboken · Ina Rahusen · Bas van der Veer